# Циплаков Віктор Васильович
Віктор Васильович Циплаков (нар. 19 грудня 1937, Москва, СРСР) — радянський хокеїст, лівий нападник. Заслужений майстер спорту (1969).

## Спортивна кар'єра
Виступав за московський «Локомотив». Більшу частину ігрової кар'єри грав в одній ланці з Віктором Якушевим і Миколою Снєтковим (потім — Валентином Козіним). Найрезультативніший гравець в історії команди.
У вищій лізі провів 465 матчів, закинув 263 шайб. Всього в чемпіонатах СРСР — близько 350 голів. Кращий бомбардир чемпіонату СРСР 1964/65 — 28 закинутих шайб. У кубку СРСР — 28 голів.
В сезоні 1968/69 встановив особистий рекорд результативності — 64 закинуті шайби (19 забив у ворота команд вищої ліги і 45 — першої ліги).
Два сезони захищав кольори австрійської команди «Клагенфурт АК». В чемпіонатах Австрії — 65 ігор, 61 гол; у кубку європейських чемпіонів — 5 голів.
У складі національної команди дебютував 25 листопада 1960 року. Товариська гра у проти збірної Канади завершилася поразкою з рахунком 3:5. Учасник чемпіонату світу 1961 року. На турнірі провів п'ять матчів, а всього у складі збірної СРСР — 11 ігор.
До списку «34 кращих хокеїстів СРСР» обирався сім разів — 1959, 1961, 1962, 1965—1968. Член «Клубу Всеволода Боброва» — 295 голів. Входить до списку «100 бомбардирів чемпіонату СРСР».
Закінчив Вищу школу тренерів, очолював «Локомотив». Працював в дитячо-юнацькій школі «Спартака» тренером-консультантом.
За версією інтернет-видання «Sports.ru» входить до символічної збірної «Локомотива» всіх часів: Бриков, Спіркін — Рижов, Козін — Якушев — Циплаков.

## Досягнення
- Чемпіонат світу

 Третій призер (1): 1961
- Чемпіонат Європи

 Другий призер (3): 1961
- Чемпіонат СРСР

 Третій призер (1): 1961